# Constituția Spaniei
Constituția Spaniei este legea supremă a Spaniei.
După alegerile din 1977, a fost necesar să se scrie o Constituție pentru noua Spanie. Încă din 1931 constituția a fost republică, iar acum când Juan Carlos I a fost numit rege de către Franco, scrierea unei noi Constituții a fost  necesară. 
Proiectul pre-constituțional a fost scris de o comisie alcătuita din deputați din toate grupările politice, cu excepția PNV-ului. 
După luni de discuții serioase, s-a ajuns la un consens cu toate partidele și Constituția a fost trimisă la Curte pentru aprobare.  După aceasta, a fost pus un referendum pe 8 decembrie 1978 și a fost aprobat de 58% din totalul recensămintelor, cu 8% voturi negative și 33% abțineri. Acesta a fost semnat de Rege la 12 decembrie, și a intrat în vigoare de la 1 ianuarie 1979. 
Constituția a acordat drept comunităților istorice, de a forma regiuni autonome în Spania.  Primele regiuni care au făcut acest lucru au fost Țara Bascilor și Catalonia și la scurt timp dupa ce s-au alăturat si alte regiuni, s-a alcătuit  harta modernă a Spaniei. Acest lucru  a fost serios criticat de către armată și grupările de dreapta  care au crezut că unitatea Spaniei a fost compromisă, acest lucru fiind și astăzi un subiect de discuții.

## Prezentarea evoluției ordinii constituționale din Spania
Pentru generațiile tinere, Spania apare ca un stat care este un model de stabilitate politică, cu o evoluție continuă economică, în plin progres. Dar nu a fost totdeauna așa. Dimpotrivă. Dezastruosul Război Civil din anii 1936-1939, a dus la o periodă de 125 de ani de tulburări, insurecții, lovituri de Stat, având ca rezultate alternante între monarhii constituționale și monarhii absolute și între regimuri mai mult sau mai puțin liberale.
Relativa stabilitate a Regatului Spaniol din secolul al XVIII-lea a fost zdruncinata la 5 mai 1808 de Napoleon I, care a detronat pe regele spaniol Fernando VII și a pus pe tron în locul lui pe fratele său, Joseph Bonaparte. Două evenimente aparent contradictorii au urmat acestei intervenții:
- Izbucnirea unei insurecții naționale;
- Adoptarea la 19 martie 1812 a Constituției de la Cádiz (monarhie ereditara, divizarea puterii legislative între rege si cortesuri), ceea ce avea să trezească interesul spaniolilor pentru probleme constituționale.

Apoi domnia reginei Isabela I a provocat numeroase lovituri de Stat si insurecții populare.
Maria Cristina, regenta, promulgă la 10 aprilie 1834 o noua constituție, sub denumirea de Statutul Regal, prin care se instituie parlamentul bicameral; la 12 august 1836 restaurează Constituția din 1812 pentru ca in data de 16 iunie 1837 să promulge o altă constituție, care constituie un compromis intre cea din 1812 si Statutul Regal din 1834.
Din 1840 au loc din nou o serie de lovituri de Stat, în 1843 venind la conducere generalul Ramon Maria Nervaez, care printr-o nouă Constituție restabilește Statutul Regal din 1834.
La 30 iunie 1876 se adoptă o nouă constituție, prin care Spania este proclamată monarhie ereditară constituțională.
După adoptarea ultimei noi constituții, care avea să dureze 47 de ani, se părea că Spania si-a gasit în sfarșit stabilitatea. Însă la 13 septembrie 1923 vine la putere alt general și restabilește Constituția din 1876.
La 31 martie 1947, șeful Statului Spaniol, generalisimul Franco, promulgă Legea cu privire la succesiune, prin care Spania este proclamată monarhie. Franco moare la 20 noiembrie 1975 și este proclamat rege Juan Carlos I. Acesta propune Cortesurilor elaborarea unei constituții democrate, care, dupa adoptarea ei, este supusă unui referendum în 1978, obținând 87.8% din voturi în favoarea sa. Se promulgă Constituția.
Deși regimul totalitar durase 39 de ani, Constituția Spaniolă nu a apărut într-un vid constituțional absolut, ci a fost precedată de acte legislative cu caracter liberal.

## Structura Constituției
Constituția spaniolă are 169 de articole cu caracter juridic material; mai are ca anexe, numerotate separat, Dispoziții adiționale (Paragrafe I - IV), Dispoziții tranzitorii (Paragrafele I - X), o Dispoziție derogatorie și o altă Dispoziție finală.
Drepturile fundamentale sunt riguros reglementate, chiar didactic, și sunt în conformitate cu Declarația Universală a Drepturilor Omului, cu Convenția Europeană a Drepturilor Fundamentale și cu normele Uniunii Europene. Astfel, art. 13, al.(2) cetațenii rezidenți pe teritoriul Spaniei, pot avea în alegerile municipale dreptul de sufragiu activ (de a alege) a fost revizuit in 1992, conferindu-li-se acestora și dreptul la sufragiu activ ( de a fi aleși).
Forma de guvernământ adoptată de Constituția Spaniolă este monarhia constituțională ereditară. Regele este capul Statului, simbolul unitații și permanenței statale. El nu poate avea alte tribute afară de cele conferite în mod expres prin Constituție (art. 56).
Constituția Spaniolă, deși nu enunță în mod expres principiul separației puterilor în Stat, îl introduce implicit prin reglementarea distinctă a puterilor și prin menținerea denumirilor clasice – puterea legislativă (art. 66, alin. II) si puterea judecătorească (Titlul VI), chiar dacă se folosește și termenul de “funcție executivă și autoritate reglementară” pentru guvern.
Legile generale adoptate de cortesuri sunt sancționate de Rege într-un termen de 15 zile, care apoi le promulgă și dispune publicarea lor în Buletinul Oficial al Statutului (art. 91).
Puterea executivă și puterea judecătorească sunt amplu reglementate și nu pun probleme deosebite.
Titlul VIII, "Despre organizarea teritorială a Spaniei", merită mai multă atenție, deoarece acesta se bazează pe o largă autonomie teritorială. În mod deosebit, sunt tratate Comunitățile Autonome (Capitolul III), deoarece în Spania există mai multe entități naționale, între care cele mai importante sunt Catalonia și Țara Bascilor. Acestea dispun de largi prerogative legislative și executive, amplu reglementate în art. 147-148, dar sunt și domenii în care Statul își rezervă competența(art. 149).

## Căi de revizuire (schimbare) constituționale
În privința revizuirii constituționale, există o importanță deosebire între Constituția Spaniei și constituțiile celorlalte patru țări latine, deoarece este singura care nu a impus limite materiale revizuirii sale. În timp ce Constituția Portugaliei și “Constituția din 1991” a României au impus mai multe limite materiale, iar Constituția Franceză și Constituția Italiană au prevăzut o singură limită, interzicerea modificării formei de guvernamânt republicane.
În schimb, pe aceeași linie de respectare a suveranității poporului, a cărei libertate poate fi alternată de conjuncturi imprevizibile, în mod firesc se impun limitele formale revizuirii constituției, care nu poate avea loc în timp de război, stau în stare de alarmă, de excepție sau de asediu (art. 169).
În concluzie, Constituția Spaniolă este o operă legislativă remarcabilă, care a determinat evoluția în plin progres a acestui Stat, căci în ultimă instanța stabilitatea și bunăstarea unui popor depind în primul rând de legea sa fundamentală. 

## Monitorizarea respectării Constituției
Tratând cu multă seriozitate și competență eventualitatea apariției unor conflicte între legile preconstituționale și noul pact fundamental, în sistemul constituțional spaniol se face o distincție netă între:
- Constituționalitatea legilor ordinare sau organice posterioare intrării în vigoare a Constituției, se judecă de către Tribunalul Constituțional, ceea ce este firesc, de vreme ce acesta e o instituție nouă, instituită ad hoc.
- Constituționalitatea legilor preconstituționale se pune într-o formulă dublă:
Dacă un tribunal ordinar constată ca o lege preconstituționala este contrară constituției sau are dubii asupra conformitații ei cu Constituția, atunci el sesizează Tribunalul Constituțional spre a se pronunța.
Daca se pune problema numai a conformitații unei norme juridice cu Constituția, tribunalul ordinar are competența deplină să o aplice sau nu, dupa cum o consideră constituțională sau nu.
Reglementarea este atotcuprinzătoare, spre deosebire de “Constituția din 1991”, care dă în competența Curții Constituționale pronunțarea numai asupra legilor postconstituționale, dar refuză tribunalelor sa se pronunțe asupra constituționalității legilor preconstituționale, ceea ce a provocat o jurisprudență anarhică și chiar conflictele sociale.

## Evaluare
Conform Constituției din 1978, Spania este o monarhie parlamentară, compusă din 17 comunitați autonome și 2 provincii, având grade diferite de autonomie.
Constituția Spaniei se armonizează continuu cu normele Uniunii Europene, cu Declarația Universală a Drepturilor Omului și Convenția Europeană a Drepturilor Fundamentale.
1.	
2.	
3.	
4.	